# 馬萬祺博士圓形地
馬萬祺博士圓形地（葡萄牙語：Rotunda Doutor Ma Man Kei）（前稱：濠江圓形地（葡萄牙語：Rotunda de Hou Kong）），是澳門新城A區的一個圓形地，位於澳門半島北部，以紀念前全國政協副主席、澳門中華總商會永遠會長馬萬祺。圓形地的東端連接東城中大馬路出入港珠澳大橋澳門邊檢大樓，北端連接馬萬祺博士大馬路出入東方明珠至澳門市區，港珠澳大橋開通初期曾是往返新城A區和珠澳口岸人工島的唯一通道。

## 歷史
2018年5月8日，民政總署於澳門特區政府《公報》第21期第二組刊登告示，開於A區內連接東方明珠至港珠澳大橋澳門邊檢大樓的首段連接道路作命名，包括本迴旋處。
2018年10月23日15:00，為配合港珠澳大橋於同年10月24日通車，圓形地連同馬萬祺博士大馬路和豚城大馬路一併開放啟用。
2024年8月28日，《特區公報》中公佈新城A區20多條街道新名稱，當中本圓形地更名為馬萬祺博士圓形地，濠江向南延伸與原西側道路（濠江大馬路）交匯而命名。

## 交通
現時新城A區只有兩條巴士路線行經此處，但於本道路上不設任何站點，分別為往返港珠澳大橋澳門口岸的101X及102X路線。
2022年7月23日，為配合“6‧18疫情防疫鞏固期”，曾臨時開辦27S路線往返新城A區公屋地盤周邊，曾於圓形地旁設置“濠江圓形地臨時站”供該路線停靠。但隨著疫情過渡期結束，加上各公共巴士路線已恢復基本運作，該路線於2022年8月8日起停運。路線取消後引起社會人士包括立法會直選議員梁鴻細批評，冀交通事務局能夠復辦該路線，並考慮安排101X及102X路線於區內設站，方便於該區公共房屋地盤內工作之人士出入。